# Fahne und Wappen des Kantons Aargau
Das Wappen des Kantons Aargau ist in Schwarz und Blau gespalten. Heraldisch rechts ist in  weiss (heraldisch: silbern) ein Fluss dargestellt, heraldisch links drei weisse Sterne.
Das wurde im Jahr 1803, kurz nach der Kantonsgründung,  eingeführt. Die heute amtlich verwendete Darstellung des Wappens wurde 1930 festgelegt.

## Blasonierung
Die Blasonierung des Wappens nach Mühlemann (1977) lautet:
Gespalten rechts in Schwarz ein silberner Wellenkamm, links in Blau drei fünfstrahlige silberne Sterne.
Bei der Einführung des Wappens war die Anzahl der Wellenlinien sowie die Anordnung und Anzahl der Zacken der Sterne nicht vorgeschrieben, festgelegt war lediglich: Ein senkrecht geteilter Schild. Im vorderen schwarzen Felde ein quer durch dasselbe sich ziehender silberner (weisser) Fluss, im hinteren blauen Felde drei silberne (weisse) Sterne.

## Geschichte
Nach der Einführung der Mediationsakte im Jahr 1803 wurden die sechs neu gebildeten Kantone, also St. Gallen, Graubünden, Aargau, Thurgau, Tessin und Waadt, aufgefordert, ein eigenes Kantonswappen einzuführen.
Am 20. April 1803 legte Samuel Ringier aus Zofingen, selbst Mitglied der Regierungskommission, auftragsgemäss der aargauischen Regierung einen Entwurf vor. Abgesehen von einigen Details wird das Wappen heute noch so verwendet.
Die Anzahl der Strahlen oder Zacken der Sterne wurde nicht festgelegt und die Sterne wurden im 19. Jahrhundert sowohl fünf- als auch sechsstrahlig dargestellt.
Die Anordnung der drei Sterne wurde ebenfalls nicht festgelegt. Je nach Verwendungszweck variierte so deren Position von zwei oben, einer unten (2,1), zwei (heraldisch) rechts einer links (1,1,1) oder in der Pfahlstellung, also alle in einer Reihe untereinander.
Die Unsicherheit in der Darstellung der drei Sterne wurde im frühen 20. Jahrhundert also störend empfunden. In einem Beschluss des Regierungsrats vom 10. März 1930 wurde dies «vorab im amtlichen Gebrauch» festgelegt, und die kantonalen Amtsstellen wurden diesbezüglich in einem Rundschreiben der Staatskanzlei vom 2. Juli 1930 angewiesen, gestützt auf ein Gutachten des Aargauer Heraldikers Walter Merz, die drei Sterne künftig nur noch in der heraldisch korrekten Anordnung (2,1) und als fünfstrahlig darzustellen.
Die Darstellung des Flusses im rechten Feld wurde nie verbindlich festgelegt, und es gab auch Darstellungen mit vier oder sogar fünf Wellenlinien und zwei Wellenkämmen, eingebürgert hat sich allerdings eine einheitliche Darstellung mit drei Wellenlinien und drei Wellenkämmen.
Die Bedeutung des Wappens wurde bei der Einführung 1803 nicht weiter erläutert. Quellen des 19. Jahrhunderts berichten aber einhellig, das rechte schwarze Feld stehe für den von der Aare durchflossenen Berner Aargau, die drei Sterne im linken Feld stehen für die drei Landesteile des östlichen Aargau, nämlich die Grafschaft Baden, die Freien Ämter und das Fricktal.
Weitere teilweise volkstümliche Deutungen sind im 20. Jahrhundert dazugekommen, unter anderem wird nun berichtet, die drei Wellenlinien (in der ursprünglichen Blasonierung nur als "ein Fluss" bezeichnet) stünden für die drei Flüsse Aare, Limmat und Reuss, oder die drei Sterne  für die drei Konfessionen reformiert, katholisch und jüdisch, oder die Farben schwarz und blau stünden für fruchtbare Erde und Wasserreichtum.
Zwei militärische Fahnen in den Kantonsfarben von 1805 sind erhalten: die Fahne des 2. Infanteriebataillons (schwarz und blau geflammt mit einem durchgehenden weissen Kreuz und der Inschrift CANTON AARGAU) und eine Kavalleriestandarte (schwarz und blau geviert mit einem durchgehenden weissen Kreuz). Die Verwendung der Kantonswappen in Fahnenform ist geläufig seit der Landesausstellung 1939.

## Regionalwappen
Der grösste Teil des Gebiets des heutigen Kantons Aargau war von 1415 bis 1798 Untertanengebiet der Eidgenossen. Während Bern den westlichen Teil allein beherrschte, war der Osten in zwei gemeine Herrschaften unterteilt, die von den mehreren der acht alten Orte abwechselnd verwaltet wurden. Das Fricktal im Nordwesten wiederum blieb bis 1799 Teil von Vorderösterreich.

Berner Aargau
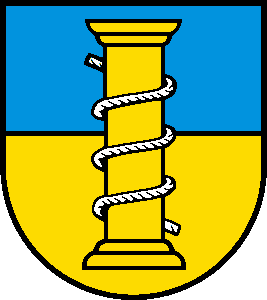
Freie Ämter/Freiamt
Grafschaft Baden
Kanton Fricktal

Die Stadt Bern beherrschte im Westen den sogenannten Berner Aargau (Bezirke Aarau, Brugg, Kulm, Lenzburg und Zofingen). Der aufsteigende Berner Bär blieb auch nach der Kantonsgründung als einigendes Symbol erhalten und ist heute noch auf zahlreichen historischen Gebäuden zu sehen, wie z. B. den ehemaligen Sitzen der Berner Landvögte.
Das Wappen der «Freien Ämter» (Bezirk Muri sowie das westlich der Reuss gelegene Gebiet des Bezirks Bremgarten) (heute Freiamt) im Südosten geht auf ein gelb-blaues Banner zurück, das Papst Julius II. 1512 dem Freiämter Regiment während der Italienischen Kriege verlieh. Das Wappen erschien erstmals auf Grenzsteinen, die 1598 an der Grenze zum Berner Aargau aufgestellt wurden und eine goldene Martersäule zeigt, die von einem silbernen Strick umwunden wird. Es gibt zwei Varianten, die gleichberechtigt nebeneinander existieren, eine mit einem blau-gelb geteilten Feld und eine mit einem ungeteilten blauen Feld.
Die Grafschaft Baden (Bezirke Baden und Zurzach sowie das östlich der Reuss gelegene Gebiet des Bezirks Bremgarten) im Nordosten verwendete das Wappen der Stadt Baden. Es zeigt auf weissem Grund einen schwarzen Pfahl unter rotem Schildhaupt und wurde 1381 erstmals urkundlich erwähnt. Die erste Darstellung in Wappenform wurde 1441 in Eisen gegossen über dem Tor des Stadtturms angebracht.
Der kurzlebige Kanton Fricktal (Bezirke Laufenburg und Rheinfelden) verwendete 1802 und 1803 als amtliches Siegelmotiv ein Wappen, das auf weissem Feld ein grünes Lindenblatt zeigt. Es geht zurück auf ein Siegel der Vogtei Homburg in der Region Frick aus dem Jahr 1530. Das Wappen steht nicht nur für das Fricktal im Allgemeinen, sondern wird seit 1872 auch von der Gemeinde Schupfart (bis 1931 auch von der Gemeinde Frick) verwendet.